# Hiadna
Hiadna är en ort i Marocko.   Den ligger i regionen Marrakech-Safi, 220 km söder om huvudstaden Rabat.